# Yu Chaohong
Dans ce nom chinois, le nom de famille, Yu, précède le nom personnel.
Pour les articles homonymes, voir Yu.
Yu Chaohong (chinois simplifié : 虞朝鸿 ; chinois traditionnel : 虞朝鴻 ; pinyin : Yú Cháohóng, né le 7 novembre 1975 à Yunnan) est un athlète chinois, spécialiste de la marche.

## Biographie
Il commence sa carrière en s’entraînant dans l'équipe de la province de Yunnan et rejoint l'équipe nationale à partir de 1999.
En 1999, il termine onzième de la coupe du monde sur 20 km en 1 h 22 min 41 s et troisième par équipe avec la Chine.
En 2001, il est double médailles de bronze aux Jeux Nationaux chinois de Guangdong sur 20km et 50km.
En 2002, il est deuxième des Jeux Asiatiques à Busan sur 20 km en 1 h 24 min 23 s.
En 2003, il double 20 km et 50 km lors des Championnats du monde de Paris. Il prend la quinzième place du vingt kilomètres en 1 h 21 min 18 s et est disqualifié quatre jours plus tard sur le cinquante kilomètres.
En 2004, il termine deuxième de la coupe du monde de marche sur 50 km à Naumbourg en Allemagne en 3 h 43 min 47 s derrière Aleksey Voyevodin. Il se classe également deuxième par équipe sur cette discipline derrière la Russie. En août, il termine quatrième des Jeux Olympiques d'Athènes sur 50 km en 3 h 43 min 45 s.
En 2005, lors des jeux nationaux chinois à Nanjing, il bat le record d'Asie du 50 km en 3 h 36 min 06 s. Le précédent record était détenu par son compatriote Han Yucheng en 3 h 36 min 20 s. Il échoue à quelques secondes de la meilleure performance mondiale sur la discipline détenu par Robert Korzeniowski. Cette année-là, il remporte les Jeux de l'Asie de l'Est à Macao sur 20 km en 1 h 23 min 51 s.
En 2006, il termine onzième de la coupe du monde de marche sur 50 km disputée à La Corogne en 3 h 52 min 12 s et la Chine se classe troisième par équipe.
Aux championnats du monde de Osaka en 2007, il prend très vite la tête du 50 km marche mais il est rattrapé au 21e kilomètre par un groupe composé de Nathan Deakes, Vladimir Kanaykin et Yuki Yamazaki, avant d'être lâché et de se faire disqualifier pour avoir reçu trois cartons rouges. 

## Palmarès

### International
| Date | Compétition              | Lieu          | Résultat | Épreuve     | Marque          |
| ---- | ------------------------ | ------------- | -------- | ----------- | --------------- |
| 1997 | Coupe du monde de marche | Podebrady     | 36e      | 50 km       | 4 h 00 min 47 s |
| 1999 | Coupe du monde de marche | Mézidon-Canon | 11e      | 20 km       | 1 h 22 min 41 s |
| 1999 | Coupe du monde de marche | Mézidon-Canon | 3e       | Par équipes | 29 pts          |
| 2002 | Jeux Asiatiques          | Busan         | 2e       | 20 km       | 1 h24 min 23 s  |
| 2003 | Championnats du monde    | Paris         | 15e      | 20 km       | 1 h 21 min 18 s |
| 2004 | Coupe du monde de marche | Naumbourg     | 2e       | 50 km       | 3 h 43 min 47 s |
| 2004 | Coupe du monde de marche | Naumbourg     | 2e       | Par équipes | 14 pts          |
| 2004 | Jeux Olympiques          | Athènes       | 4e       | 50 km       | 3 h 43 min 45 s |
| 2005 | Jeux de l'Asie de l'Est  | Macao         | 1er      | 20 km       | 1 h 23 min 51 s |
| 2006 | Coupe du monde de marche | La Corogne    | 11e      | 50 km       | 3 h 52 min 12 s |
| 2006 | Coupe du monde de marche | La Corogne    | 3e       | Par équipes | 39 pts          |

### National
| Date | Compétition    | Lieu      | Résultat | Épreuve | Marque               |
| ---- | -------------- | --------- | -------- | ------- | -------------------- |
| 2001 | Jeux nationaux | Guangdong | 3e       | 20 km   | 1 h 21 min 04 s      |
| 2001 | Jeux nationaux | Guangdong | 3e       | 50 km   | 3 h 47 min 04 s      |
| 2005 | Jeux nationaux | Jiangsu   | 3e       | 20 km   | 1 h 19 min 08 s      |
| 2005 | Jeux nationaux | Jiangsu   | 1er      | 50 km   | 3 h 36 min 06 s (AR) |

Il remporte également cinq titres de champion de Chine sur 20 km et 50 km entre 2003 et 2006.

## Records
| Épreuve      | Temps           | Date            | Lieu    | Note          |
| ------------ | --------------- | --------------- | ------- | ------------- |
| 20 km marche | 1 h 18 min 30 s | 23 avril 2005   | Cixi    |               |
| 50 km marche | 3 h 36 min 06 s | 22 octobre 2005 | Nanjing | Record d'Asie |